# Stranka nacionalne akcije
Stranka nacionalne akcije (španjolski Partido Acción Nacional, PAN) je konzervativna demokršćanska stranka u Meksiku.

## Djelovanje
Osnovana je 1939. godine, a tada je okupljala uglavnom desno orijentirane konzervativne i katolike nezadovoljne pomirljivim stavom Crkve prema režimu oličenom u vladajućoj Revolucionarno-institucionalnoj stranci (PRI).
PAN je tada bio u opoziciji, jer je PRI čuvao vlast uz kombinaciju korupcije, klijentelizma i terora. Stranka je ojačala tek 1980-ih, a 1989. napravili veliki uspjeh osvojivši mjesto guvernera Baja Californije.
Godine 2000. njen kandidat Vicente Fox je, uz pomoć ekološke stranke PVEM, izabran za predsjednika Meksika, kao prvi kandidat koji iza sebe nije imao PRI.
Na izborima 2006. tijesno je pobijedio njen kandidat Felipe Calderon, a kandidati PAN su osvojili relativnu većinu u meksičkom Kongresu.